# O Amante
L'Amant (bra/prt: O Amante) é um filme franco-britânico-vietnamita de 1992, do gênero drama romântico-biográfico, dirigido por Jean-Jacques Annaud, com roteiro de Gérard Brach baseado no romance autobiográfico L'Amant, de Marguerite Duras.

## Sinopse
Na Indochina da década de 1920, uma adolescente de 15 anos conhece um empresário chinês, nascendo entre eles uma súbita atração. Mesmo sabendo que essa relação não tem futuro, pois ele terá que se casar com uma noiva de sua condição social, eles vivem o momento e se entregam à paixão, o que a faz amadurecer precocemente.

## Prêmios e indicações
| Prêmio     | Categoria         | Recipiente     | Resultado |
| ---------- | ----------------- | -------------- | --------- |
| Oscar 1993 | Melhor fotografia | Robert Fraisse | Indicado  |

## Elenco
- Jane March - jovem
- Tony Leung - chinês
- Frédérique Meininger - mãe
- Armaud Giovaninetti - irmão mais velho
- Melvil Poupaud - irmão caçula
- Lisa Faulkner - Helene Lagonelle
- Xiem Mang - pai do chinês
- Raymond Heudeline - escritor
- Philippe Le Dem - professor francês
- Ann Schaufuss - Anne-Marie Stretter